# Likofron z Chalkis
Likofron z Chalkis na Eubei, syn Lykosa – grecki poeta, dramaturg i gramatyk żyjący w 1. poł. III wieku p.n.e., jeden z tzw. plejady aleksandryjskiej, dramatopisarzy tworzących tragedie na dworze pierwszych Ptolemeuszów. Pracował w Bibliotece Aleksandryjskiej, gdzie opracowywał i porządkował dzieła greckich dramatopisarzy klasycznych, co zaowocowało dziełkiem Peri komodias. Z jego twórczości zachowały się jedynie tytuły tragedii (przekazane w leksykonie Suda) oraz urywki dramatu satyrowego Menedemos. W całości zachował się natomiast przypisywany dotychczas Likofronowi utwór Aleksandra (Kasandra). Ten długi monolog złożony z 1474 wersów jambicznych, jest napisany wyjątkowo aluzyjnym językiem pełnym zagadek i omówień; zawiera też jedną z najwcześniejszych w literaturze antycznej aluzji do mitu o założeniu Rzymu. Niektórzy badacze skłaniają się jednak ku twierdzeniu, że autorem tego poematu jest inny Likofron, żyjący na przełomie III i II wieku p.n.e. Zwolennicy tej tezy twierdzą, że dziełko to powstało w czasach II wojny macedońskiej tuż przed bitwą pod Kynoskefalaj w 197 p.n.e. i nawiązywało do sojuszu między Pergamonem i Rzymem.